# Abbotsford—Langley-Sud
Pour les articles homonymes, voir Abbotsford.
Circonscription électorale fédérale du Canada
Abbotsford—Langley-Sud ((en) Abbotsford—South Langley) est une circonscription électorale fédérale canadienne de la Colombie-Britannique située dans la vallée du Fraser au sud-ouest de la province. Elle contient en particulier des parties des villes d'Abbotsford et Langley. 
Elle est créée en 2023 d'une partie des anciennes circonscriptions d'Abbotsford et de Langley—Aldergrove. Sa limite sud correspond à la frontière avec l'État de Washington, aux États-Unis.
Les circonscriptions limitrophes sont : 
- au nord : Langley Township—Fraser Heights
- au nord et à l'est : Mission—Matsqui—Abbotsford
- à l'ouest : Surrey-Sud—White Rock
- au nord-ouest : Cloverdale—Langley City

## Députés
| Législature                                                     | Années        | Député | Député       | Parti        |
| --------------------------------------------------------------- | ------------- | ------ | ------------ | ------------ |
| Abbotsford–Langley-Sud issue d'Abbotsford et Langley—Aldergrove |               |        |              |              |
| 45e                                                             | 2025–en cours |        | Sukhman Gill | Conservateur |